# Thomas Schneider (Fußballspieler, Oktober 1967)
Thomas Schneider (* 4. Oktober 1967 in Dortmund) ist ein ehemaliger deutscher Fußballspieler.

## Werdegang
Der Stürmer Thomas Schneider begann seine Karriere beim Dortmunder Amateurverein VfR Sölde, mit dem er in der Verbandsliga Westfalen spielte. Im Sommer 1986 wechselte Schneider zum Zweitligisten SG Wattenscheid 09 und gab sein Profidebüt am 4. Oktober 1986 beim 5:0-Sieg der Wattenscheider gegen den VfL Osnabrück. Zwei Jahre später wechselte Schneider zum SV Arminia Hannover in die Oberliga Nord, bevor er sich dem Zweitligisten Alemannia Aachen anschloss, mit dem er am Saisonende abstieg. In 38 Zweitligaspielen für Wattenscheid und Aachen erzielte er fünf Tore.
Schneider kehrte daraufhin zu seinem Heimatverein VfR Sölde zurück, der inzwischen in die Oberliga Westfalen aufgestiegen war. 1992 wurde Schneider mit Sölde Vizemeister hinter Preußen Münster und mit 17 Toren zweitbester Torjäger der Liga. Am Saisonende wechselte Schneider zusammen mit Trainer Ingo Peter zu Arminia Bielefeld. Mit der Arminia qualifizierte er sich zwei Jahre später für die neu geschaffene Regionalliga West/Südwest. Am Saisonende kehrte Schneider noch einmal für ein Jahr nach Sölde zurück, bevor er seine Karriere beendete.